# St. Maria Friedenskönigin (Wiesdorf)

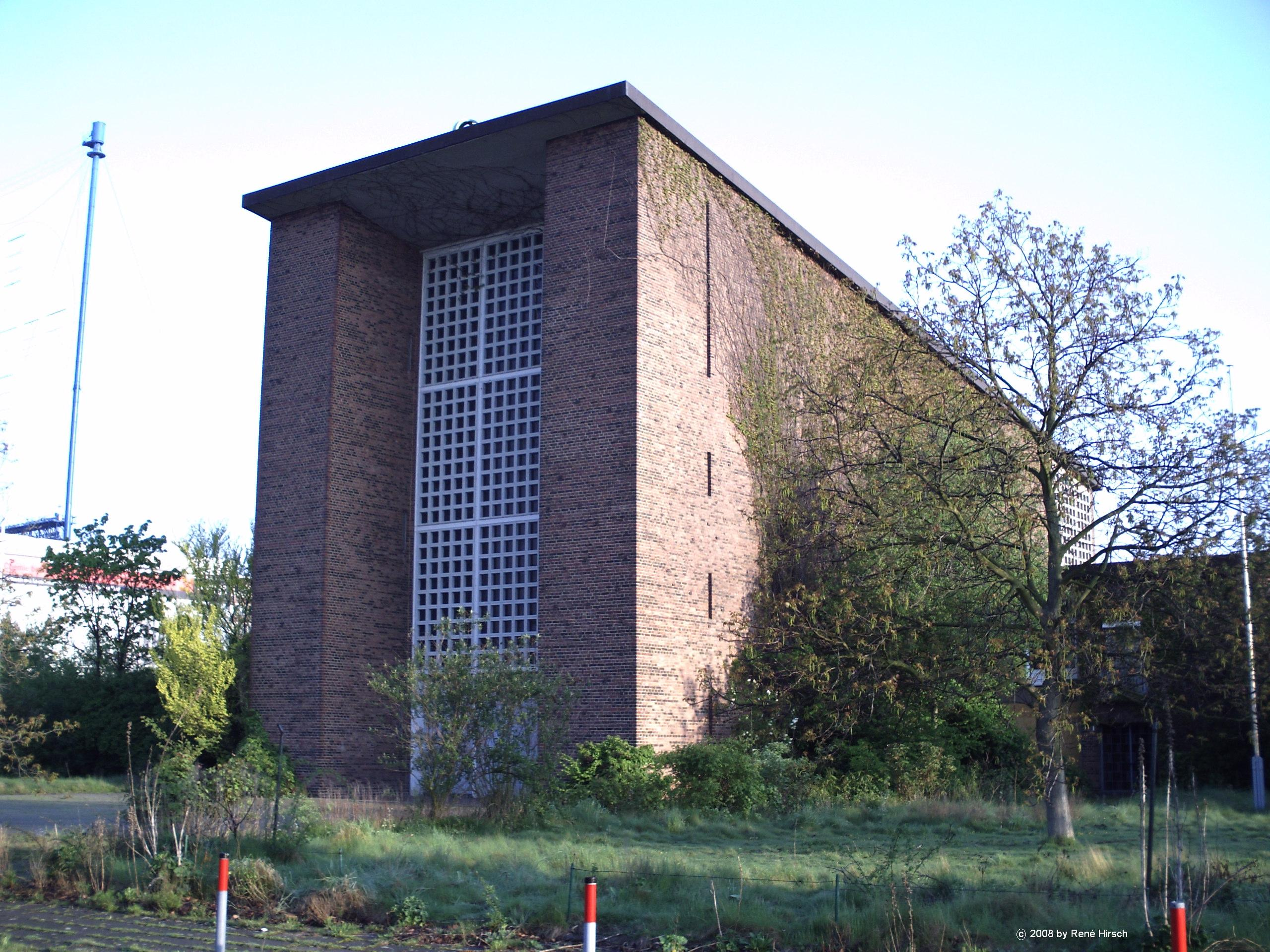
St. Maria Friedenskönigin

Die Kirche St. Maria Friedenskönigin war ein katholisches Gotteshaus im Leverkusener Stadtteil Wiesdorf. Sie war als Filialkirche Teil der Gemeinde Herz-Jesu und St. Antonius.

## Geschichte
Die vom Leverkusener Architekten Hubert Jacobs entworfene Kirche wurde am Ostermontag 1954 (19. April) eingeweiht. Sie wird aufgrund ihrer Form im Volksmund als „Sprungschanze Gottes“ bezeichnet. Der hölzerne Glockenturm wurde 1973 abgerissen. Am 25. September 2004 wurde die letzte Messe in der Kirche gefeiert. Die Profanierung fand wohl im Sommer 2006 statt.
Am 11. September 1955 fand die feierliche Weihe der von der Orgelbauwerkstätte Romanus Seifert & Sohn aus Kevelaer gebauten Orgel statt. Am Spieltisch der neuen Orgel saß der
damalige Kölner Domorganist Josef Zimmermann. Nach der Profanierung der Kirche scheiterte der Verkauf der Orgel, so dass sich der Kirchenvorstand im Sommer 2006 entschloss die Orgel der Marien-Wallfahrtskirche von Górka Klasztorna in Polen zu schenken.
Die Sakristeiglocke sowie die 1954 gegossene Glocke mit der Aufschrift „Maria Regina Pacis Ora Pro Nobis“ wurden der katholischen Gemeinde in der Leverkusener Partnerstadt Schwedt gespendet.
Die seit Jahren leerstehende Kirche wurde im April 2012 abgerissen.